# 天主教馬瑙斯總教區
天主教馬瑙斯總教區（拉丁語：Archidioecesis Manaënsis）是羅馬天主教在巴西的一個教省總教區，下轄四個教區和四個自治監督區。
總教區包括亞馬遜州中部八市，2011年有教友1,331,000人，佔轄區總人口85.8%。教區下轄八十二個堂區，有163名司鐸。現任總主教為良納·烏爾里什-斯特內爾，輔理主教為若瑟·阿爾布克爾克-德-阿勞若和埃德明爾松·達陡·卡納瓦羅斯-多斯-桑托斯，榮休總主教為類斯·索阿雷斯-維韋拉和思齊·愛德華·卡斯特里亞尼，榮休輔理主教為瑪略·帕斯夸洛托。
亞馬遜教區於1892年4月27日建立，屬薩爾瓦多總教區；1952年2月16日升為總教區。